# Sablia grisescens
Sablia grisescens är en fjärilsart som beskrevs av Barend J. Lempke 1964. Sablia grisescens ingår i släktet Sablia och familjen nattflyn. Inga underarter finns listade.